# کلیو لیوینگستون
کلیو لیوینگستون (انگلیسی: Cleve Livingston؛ زادهٔ may ۲۴, ۱۹۴۷ (۷۷ سال)) ورزشکار روئینگ اهل ایالات متحده آمریکا است.
وی در مسابقات کشوری و بین‌المللی در مجموع برندهٔ ۱ مدال نقره شده‌است.